# Pyrenacantha klaineana
Pyrenacantha klaineana är en tvåhjärtbladig växtart som beskrevs av Jean Baptiste Louis Pierre och Exell & Mendonca. Pyrenacantha klaineana ingår i släktet Pyrenacantha och familjen Icacinaceae. Utöver nominatformen finns också underarten P. k. congolana.